# Oncocnemis
Oncocnemis är ett släkte av fjärilar. Oncocnemis ingår i familjen nattflyn.

## Dottertaxa tillOncocnemis, i alfabetisk ordning[1]
- Oncocnemis albifasciata
- Oncocnemis aqualis
- Oncocnemis arenbergeri
- Oncocnemis arizonensis
- Oncocnemis asema
- Oncocnemis astrigata
- Oncocnemis ate
- Oncocnemis atricollaris
- Oncocnemis atrifasciata
- Oncocnemis augustus
- Oncocnemis bakeri
- Oncocnemis balteata
- Oncocnemis barbara
- Oncocnemis barnesii
- Oncocnemis basifugens
- Oncocnemis benjamini
- Oncocnemis boursini
- Oncocnemis campicola
- Oncocnemis canadicola
- Oncocnemis chandleri
- Oncocnemis chorda
- Oncocnemis cibalis
- Oncocnemis ciliata
- Oncocnemis colorado
- Oncocnemis columbia
- Oncocnemis confusa
- Oncocnemis conjugata
- Oncocnemis corusca
- Oncocnemis cottami
- Oncocnemis curvicollis
- Oncocnemis dayi
- Oncocnemis deceptiva
- Oncocnemis definita
- Oncocnemis deserta
- Oncocnemis deserticola
- Oncocnemis diaphana
- Oncocnemis diffusa
- Oncocnemis dunbari
- Oncocnemis eberti
- Oncocnemis erythropsis
- Oncocnemis euta
- Oncocnemis exacta
- Oncocnemis exemplaris
- Oncocnemis extranea
- Oncocnemis extremis
- Oncocnemis fasciata
- Oncocnemis fasciatus
- Oncocnemis figurata
- Oncocnemis flagrantis
- Oncocnemis flavescens
- Oncocnemis fuscopicta
- Oncocnemis gerdis
- Oncocnemis glennyi
- Oncocnemis griseicollis
- Oncocnemis hayesi
- Oncocnemis heterogena
- Oncocnemis homogena
- Oncocnemis ibapahensis
- Oncocnemis idioglypha
- Oncocnemis intruda
- Oncocnemis iranica
- Oncocnemis iricolor
- Oncocnemis kaszabi
- Oncocnemis kelloggi
- Oncocnemis lacticollis
- Oncocnemis laticosta
- Oncocnemis lepipoloides
- Oncocnemis levis
- Oncocnemis linda
- Oncocnemis lindseyi
- Oncocnemis literata
- Oncocnemis mackiei
- Oncocnemis major
- Oncocnemis manitoba
- Oncocnemis meadiana
- Oncocnemis media
- Oncocnemis melalutea
- Oncocnemis melantho
- Oncocnemis minor
- Oncocnemis mirificalis
- Oncocnemis modesta
- Oncocnemis mongolica
- Oncocnemis mysterica
- Oncocnemis nigricula
- Oncocnemis nigrocaput
- Oncocnemis nita
- Oncocnemis obscurata
- Oncocnemis occata
- Oncocnemis pallida
- Oncocnemis pallidior
- Oncocnemis parvanigra
- Oncocnemis penthina
- Oncocnemis pernotata
- Oncocnemis persica
- Oncocnemis phairi
- Oncocnemis piffardi
- Oncocnemis poliafascies
- Oncocnemis polingii
- Oncocnemis poliochroa
- Oncocnemis potanini
- Oncocnemis primula
- Oncocnemis pudorata
- Oncocnemis punctilinea
- Oncocnemis ragani
- Oncocnemis refecta
- Oncocnemis regina
- Oncocnemis rhodophaea
- Oncocnemis riparia
- Oncocnemis rosea
- Oncocnemis rufescens
- Oncocnemis sagittata
- Oncocnemis sandaraca
- Oncocnemis sanina
- Oncocnemis saundersiana
- Oncocnemis sectilis
- Oncocnemis sectiloides
- Oncocnemis semicollaris
- Oncocnemis senica
- Oncocnemis simplex
- Oncocnemis simplicia
- Oncocnemis singularis
- Oncocnemis strioligera
- Oncocnemis subterminalis
- Oncocnemis subtilis
- Oncocnemis tenuifascia
- Oncocnemis terminalis
- Oncocnemis tetrops
- Oncocnemis thomasi
- Oncocnemis tinkhami
- Oncocnemis toddi
- Oncocnemis triphaenopsis
- Oncocnemis umbrifascia
- Oncocnemis utahensis
- Oncocnemis wilsonensis
- Oncocnemis viriditincta
- Oncocnemis x-scripta
- Oncocnemis x-signata
- Oncocnemis youngi